# آندوندابه
آندوندابه (به لاتین: Andondabe) یک منطقهٔ مسکونی در ماداگاسکار است که در توآماسینا دوم واقع شده‌است. آندوندابه ۱۵٬۰۵۸ نفر جمعیت دارد.